# Grupo Gálico

Satélites irregulares de Saturno.

El grupo Gallic es uno de los grupos de satélites irregulares del sistema de Saturno, que orbita a una distancia entre 16.394.000 y 18.239.000 km. El satélite más grande del grupo es Albiorix con 28 km de diámetro, le siguen Tarvos con 15, Erriapo con 8 y Bebhionn con tan solo 6 km de diámetro. La Unión Astronómica Internacional (UAI) les reserva nombres tomados de la mitología gála.
Sus semiejes mayores oscilan entre 16 y 19 GM, sus inclinaciones entre 35° y 40°, y sus excentricidades en torno a 0,53. 
Dado que tienen elementos orbitales similares, se ha postulado un origen común para el grupo debido a la fragmentación de un cuerpo mayor.
El diagrama ilustra el grupo Gallic en relación con otros satélites irregulares de Saturno. La excentricidad de las órbitas está representada por los segmentos de color amarillo (que va desde el pericentro al apocentro) con la inclinación representada en el eje Y. 
El grupo tiene propiedades físicas homogéneas, todos los satélites que muestra la luz de color rojo (índice de color B - V = 0,91 V - R = 0,48)) e índices similares de radiación infrarroja.
Recientes observaciones revelan que Albiorix en realidad muestra dos colores diferentes: uno compatible con Erriapo y Tarvos, y otro menos rojo. Por ello se postula que estos últimos dos satélites podrían ser fragmentos de Albiorix, producidos por un choque con un gran cuerpo. Para este impacto sería necesario un objeto con un diámetro mayor de 1 km y una velocidad de 5 km / s, lo que dejaría un gran cráter con un radio de 12 km. Numerosos y muy grandes cráteres observados en Febe demuestran la existencia de tales colisiones en el sistema saturniano. 